# Prata d'Ansidonia
Prata d'Ansidonia è un comune italiano di 423 abitanti della provincia dell'Aquila, in Abruzzo, che comprende anche due frazioni: Tussio e San Nicandro. Fa parte della Comunità montana Campo Imperatore-Piana di Navelli ed è stato uno dei paesi che, nel XIII secolo, contribuirono alla fondazione della città dell'Aquila.

## Storia

### Villaggio italico diPeltuinum
Il primitivo insediamento italico vestino esisteva già dal IV secolo a.C.; fu conquistato dai Romani nel I secolo a.C. dopo la "guerra sociale" degli italici contro Roma, e trasformato in municipium. La posizione del villaggio era strettamente strategica per i traffici commerciali lungo la via Claudia Nova, situata nella piana di Navelli, in posizione facilmente collegata con la valle del Tirino, dove si snodavano i traffici dei mercanti e il viaggio dei pastori transumanti verso la Puglia.

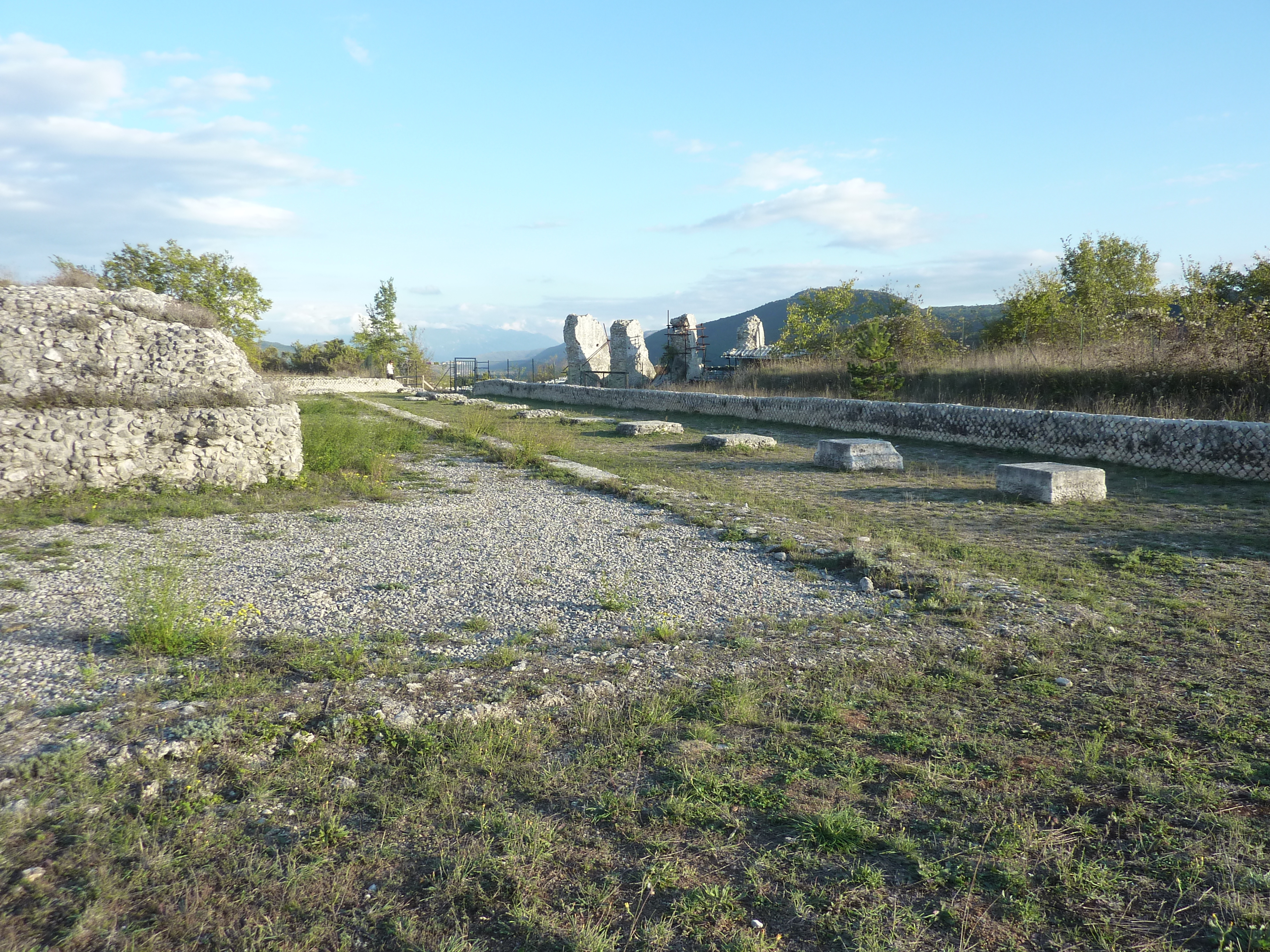
basamento del tempio di Apollo (presunto)

Il villaggio subì una crisi a partire dal IV secolo d.C., forse per un terremoto, e fu successivamente abbandonato. In seguito si verificò un'attività di spoliazione per la costruzione del nuovo castrum longobardo di Castel Camponeschi, e dei castelli dei borghi circostanti (Bominaco, San Nicandro, Tussio), mentre presso le rovine veniva costruita la chiesa di San Paolo di Peltuinum, sempre con materiale di spoglio. Peltuinum quando entrò nel dominio romano fu ascritta a tribù Quirina ed ebbe vasta giurisdizione, estendendosi fino alla valle del Tirino.
Fu tra le poche città d'Italia ad aver conservato anche in epoca imperiale romana la condizione di prefettura. Nel 1982 sono stati riportati alla luce dalla Soprintendenza diversi reperti archeologici ascrivibili al periodo imperiale della città, come parte del recinto murario con torri, il teatro e il tempio di Apollo. La porta ovest di accesso era costituita da tre torrioni, due dei quali a specifica protezione dell'ingresso a doppio fornice, a pianta rettangolare. Dell'originale struttura in opera quadrata rimangono soltanto le impronte dei blocchi e alcuni conci degli archi. L'impianto della viabilità di Peltuinum è ortogonale all'asse centrale della via Claudia Nova, che attraversa in senso longitudinale la città.

### Medioevo

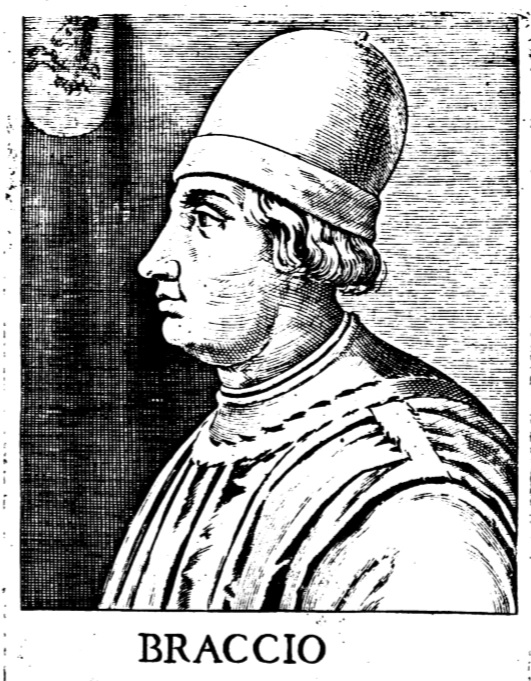
Il capitano Braccio da Montone, che appoggiando la causa aragonese nella "guerra dell'Aquila" (1424) saccheggiò i castelli che fondarono la città, tra cui Prata

Il nuovo castrum di Castel Camponeschi fu fondato nell'VIII secolo circa, mentre la vecchia Peltuinum veniva saccheggiata per la costruzione del castello di Civitas Sidonia (antico nome che diventerà "Prata d'Ansidonia", ossia "Città di Sidonio", signore del feudo a cui era stato donato il territorio di Peltuinum). Insieme a Civita Sidonia nacquero i villaggi di San Nicandro, Castelnuovo (oggi nel comune di San Pio delle Camere). Il centro originario era diviso tra Castel Camponeschi e Villa Prata.
Insieme ai borghi di San Demetrio ne' Vestini e Sinizzo-Stiffe, Prata fece parte della terra "Sinitiensis"; dipendeva insieme a San Nicandro dalla diocesi di Valva (ossia Sulmona-Corfinio). Nel 1254, come riporta lo storico Buccio di Ranallo, Prata fu tra i 99 castelli che parteciparono alla fondazione di L'Aquila.
Nel 1349  Prata fu danneggiata da un terremoto, e così anche nel 1461. Nel 1423 fu assediata dal capitano Braccio da Montone che marciava verso L'Aquila, poiché appoggiante la causa aragonese contro gli angioini aquilani. Prata insieme ai principali castelli che fondarono la città subirono l'umiliazione dell'assedio e della distruzione dei castelli. Nel 1586 fu feudo del barone Ortensio del Pezzo, poi della famiglia Nardis dell'Aquila.

### Il feudo di San Nicandro
Originalmente borgo autonomo, San Nicandro finì con diventare frazione di Prata insieme a Tussio. Nacque nel Medioevo con il materiale di spoliazione da Peltuinum, ed era sorvegliata dal "castello di Leporanica", posto su una montagnetta sovrastante l'abitato. Tale castello scomparve con la distruzione di Braccio da Montone. Dal Chronicon Vulturnense si scopre che nel 998 San Nicandro faceva parte, con le terre circostanti, del territorio dell'importante abbazia di San Vincenzo al Volturno. Nel 1264 un documento del papa Urbano IV annoverava "Ecclesiam S. Nicandri et Ecclesiam S. Mariae de Leporanice" fra i possedimenti del monastero benedettino di Bominaco nella diocesi di Valva.
Con la dominazione normanna (XII secolo) insieme alle altre ville, San Nicandro conquistò l'autonomia, costituendosi in "castra". Il Castrum Laeporanicae concorse a fondare la nuova città aquilana insieme a Castel Camponeschi, possedendo una porzione del quartiere di Santa Maria (tra i quattro quartieri storici aquilani). Viene menzionato dall'architetto Girolamo Pico Fonticulano il momento della distruzione del castello di Leporanica da Braccio, e dalla presa del potere di San Nicandro della zona circostante, divenuta poi succube del potere spagnolo nel XVI secolo. Venne acquistata per 2000 ducati dal barone Ottaviano Maldenti di Forlì, la cui famiglia possedette il feudo per tutto il '600. Il feudo passò i baroni Cappa, e poi a Patrizia Aquilani, la cui famiglia detenne il potere fino al 1806, eccezion fatta per il palazzo baronale.

### Epoca moderna e attuale
La zona circostante di Prata fu scossa dal terremoto dell'Aquila del 1703, che danneggiò soprattutto i centro principale, e per cui necessitò la ricostruzione degli edifici secondo lo stile dell'epoca. Dal 1806 divenne comune autonomo, accorpando a sé Tussio, Castel Camponeschi e San Nicandro. Il 18 marzo 1861 venne riconosciuta ufficialmente sede municipale, compresa nel circondario dell'Abruzzo Ulteriore Secondo con capoluogo L'Aquila (allora "Aquila"). Nel 1863 il comune vedrà cambiato il nome "Prata" a quello attuale "Prata d'Ansidonia" onde evitare omonimie con altri comuni italiani. Il 16 agosto 1882 entrò nella provincia di Aquila degli Abruzzi, essendo stato abolito il vecchio circondario. Il territorio provinciale verrà ridefinito nel 1927 da Benito Mussolini, benché Prata mantenne invariata la sua posizione amministrativa. Infine l'11 gennaio 1940 il nome della provincia di Aquila degli Abruzzi cambiò nome in "L'Aquila". Il Castello Camponeschi fu borgo abitato sino al 1963, quando si spopolò completamente, cadendo in abbandono fino ai primi anni 2000, quando fu recuperato in parte.

### Il terremoto del 2009
Il paese, come tutto il circondario, è stato duramente colpito dal sisma del 6 aprile 2009. Sono state lesionate le chiese (San Nicola, San Nicandro e San Paolo), e sono stati interrotti i lavori di restauro di Castel Camponeschi. In breve tempo la chiesa parrocchiale è stata riaperta al culto, e anche la chiesa di San Nicandro non ha registrato particolari danni. Invece la chiesa di San Paolo, messa in sicurezza e interventi, a causa di un crollo interno, è stata riaperta il 29 giugno 2024.

## Monumenti e luoghi d'interesse

### Architetture religiose
Chiesa parrocchiale di San Nicola di Bari
Nel centro abitato, si trova la chiesa parrocchiale dedicata a San Nicola di Bari, all'interno l'edificio è una ricostruzione barocca della chiesa eretta nel XII secolo ed inizialmente dedicata alla Madonna. Nella chiesa si trova il coro ligneo della confraternita dell'Addolorata, opera scultorea dell'artista pratese Sabatino Tarquini (1889 -1981). Poco distante dalla chiesa parrocchiale si trova l'oratorio della Madonna del Rosario che conserva al suo interno un affresco raffigurante l'Annunciazione, risalente al secolo XVI.
L'ambone interno è un elemento molto interessante di scultura romanica abruzzese, proveniente dalla chiesa di San Paolo a Peltuinum, rimosso per sicurezza nel 1796.
La scultura risale al 1240, commissionata dal padre Tommaso, e di autore incerto, ma memore della scultura romanica della bottega di Nicodemo, Roberto e Ruggero, che lavorarono agli amboni dei monasteri di Casauria, San Liberatore e San Pelino a Corfinio. Presenta la struttura tipica a cassa rettangolare che poggia su colonne; le colonne attuali sono sei anziché le solite quattro, perché la struttura è stata alterata durante il trasporto. Le colonne infatti sono tutte diverse, e solo le due anteriori sono originali, con capitelli a foglia liscia e uncino a guscio.
La parte superiore della cassa è ben conservata, presentando una forma quadrilatera che poggia su architravi, di cui quello frontale e quello a sinistra presentano un fregio lavorato a foglie d'acanto e volute sporgenti che racchiudono fiori circolari. Il fronte principale presenta un lettorino al centro, in linea con la tradizione abruzzese; il motivo di base è stato ripreso con variazioni: il lettorino semicircolare è costituito da quattro semicolonne tra le quali si aprono tre spazi con archivolto, di cui quello a sinistra mostra arco trilobato e quello a destra arco a tutto tondo. L'uno include una pianta di tirso, l'altro la vite: si trova al centro un libro del vangelo di Giovanni, con le parole iniziali. In basso si trova una donna con in capo un fazzoletto ripiegato, secondo l'uso popolare, mentre con la mano destra solleva la veste fino al ginocchio.
Si tratta di una raffigurazione inconsueta, in quanto presso gli amboni sono raffigurate immagini di santi. Forse la figure alluderebbe al simbolo della Sibilla, e una raffigurazione simile è presente nell'acquasantiera del duomo di Atri. La Sibilla era una divinità pagana, che i cristiani accettarono perché secondo loro si credeva predisse la venuta di Cristo. Il davanzale laterale sinistro porta in rilievo la figura di San Paolo (dalla chiesa di Peltuino), affiancato dagli apostoli Tito e Paolo, con i nomi presso i cartigli che hanno tra le mani. Il davanzale destro presenta un vano di accesso, con solo riquadro con due grandi fiori disposti l'uno sull'altro, dentro una corona in grandi foglie a girale.
Chiesa di San Paolo di Peltuinum

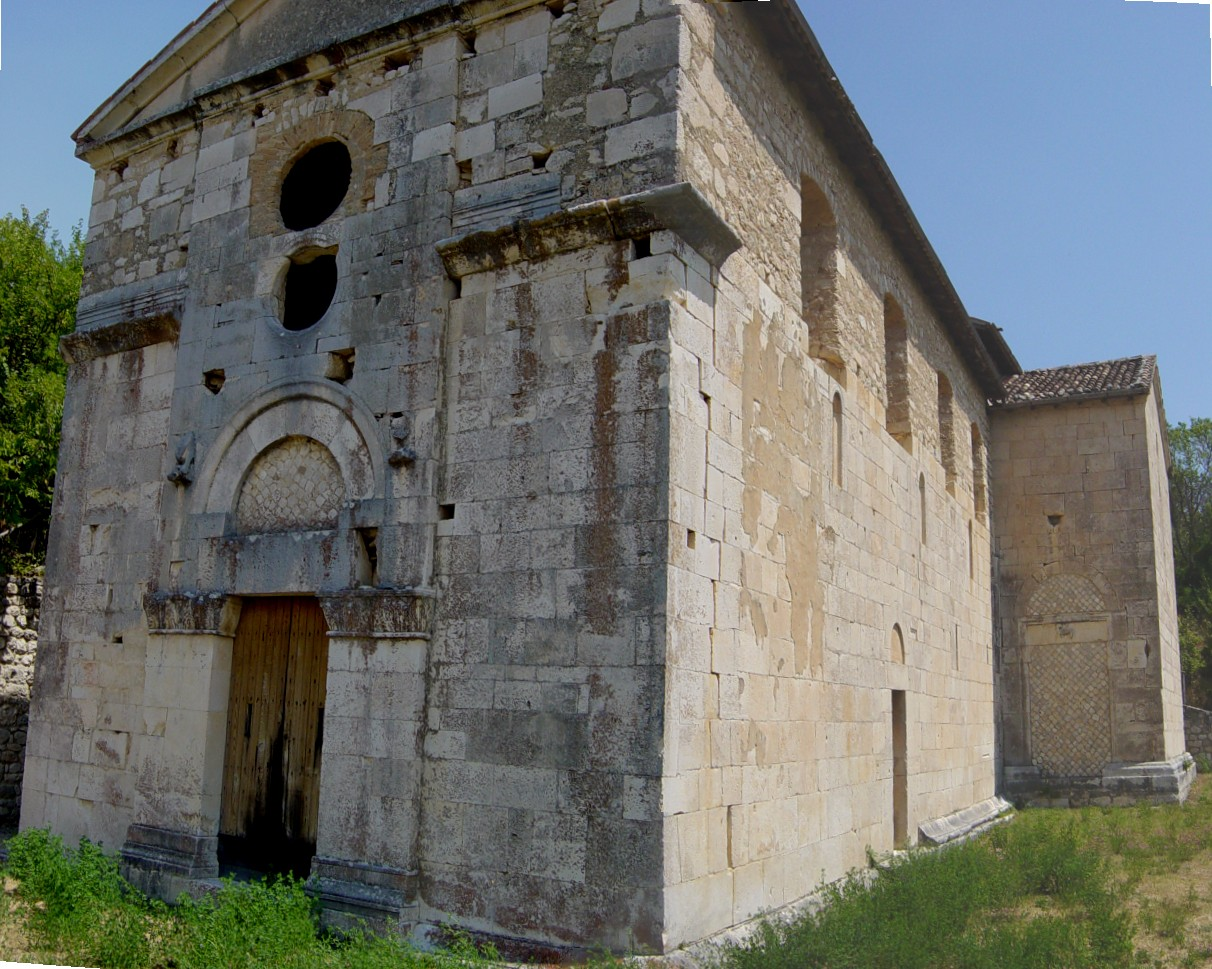
Facciata e lato della chiesa di San Paolo di Peltuinum

Fuori dal perimetro dell'insediamento urbano vestino/romano vi è la Chiesa di San Paolo di Peltuinum, risalente agli inizi del XII secolo, eretta probabilmente da maestranze benedettine riutilizzando le pietre dell'antica città di Peltuinum.
Le prime notizie, benché la chiesa sia stata costruita prima dell'anno 1000, risalgono al 1109, quando compare nell'elenco dei beni della Diocesi di Valva acquistati dal vescovo Gualtieri; del 1113, tuttavia, è un documento in cui il conte Oderisio dona la chiesa di "S. Pauli ad Peltuinum" al vescovo di Corfinio, nella diocesi Valvense: una incongruenza di date spiegabile in un errore nella trasmissione storica dei documenti, molto comune per il periodo medievale, o in una volontà di affermazione dell'autorità laica su quella religiosa, in linea con la lotta per le investiture che all'inizio del XII secolo divideva la politica imperiale da quella pontificia. Una successiva bolla di papa Innocenzo II del 1138 nella quale, nel ribadire i possedimenti della diocesi, si annoversa la "Eccl.m S. Mariae et S. Pauli in Ansedona o Anledonia". La chiesa attuale è del XII secolo, tuttavia la presenza di frammenti altomedievali e romani incassati nella cortina muraria, induce a pensare l'esistenza di una primitiva chiesa dell'VIII secolo.
Nella facciata la chiesa presenta un profilo a capanna che secondo alcuni studiosi ha sostituito l'originaria terminazione a campanile a vela, come nella chiesa di Santa Maria di Cartignano a Bussi sul Tirino. Il portale centrale è l'unico elemento decorativo di rilievo, gli ampi stipiti sono leggermente aggettanti e creano un piccolo avancorpo che sale fino alla cornice di imposta del timpano.
Le due cimase sono lavorate in larghe foglie d'acanto, mentre nessuna decorazione arricchisce l'architrave e il giro dell'archivolto. Accanto sono inseriti, nella cortina, due rilievi di leoni. Lo spazio della lunetta mostra una cortina muraria che ricorda l'opus reticulatum; al di sopra del portale si trovava un rosone descritto da Carlo Ignazio Gavini nel manuale d'arte in Abruzzo come uno dei più antichi della regione, rubato nel XX secolo. Lungo i fianchi dell'edificio delle piccole monofore sono sovrastate da ampie finestre rettangolari, realizzate in seguito alla ricostruzione dopo il terremoto del 1703.
A destra si aprono due portali di tipo benedettino: uno immette nella navata minore, l'altro oggi murato ha decorazione dell'Agnus Dei, e immetteva al transetto. La chiesa mostra in maniera evidente i legami con i cantieri benedettini dell'Abruzzo (come le abbazia presso la Maiella), anche se però manomesso a causa dei vari terremoti. Ha pianta a croce egiziana (T), con navata centrale presentante una cortina muraria in pietra concia, ritmata da una teoria di cinque arcate cieche, poco aggettanti, con lesene a capitelli lavorati con il semplice motivo definito dal Gavini "cornice benedettina".
La parete di sinistra avanza di circa un metro e non presenta decorazioni, fatto il ripiego di materiale di spoglio, con colonne di età classica romana. Attraverso un arco gotico trionfale si accede al presbiterio, rialzato di due gradini. Ancora un'asimmetria caratterizza il transetto, il cui braccio a destra è inframmezzato da due arcate a tutto sesto, ricadenti su un pilastro centrale dalla semplice cimasa; a sinistra apre verso il vano rettangolare tramite un'unica ampia arcata, sempre a tutto sesto. La copertura a travi di legno è stata ricostruita con il restauro del 1982, perché in origine era a volta a botte in stucco, ossia un rifacimento tardobarocco dopo il sisma del 1703. La struttura fu oggetto di un grande intervento di ricostruzione dopo il terremoto del 1349, come dimostra la parete di sinistra in posizione più avanzata, in modo da restringere la larghezza della navata; venne quindi ricostruito l'arco trionfale che assunse il profilo gotico in linea col gusto del Duecento-Trecento.. Fino al 1796 la chiesa conservava l'ambone romanico del 1240, descritto anche dal Cardinale Anton Ludovico Antinori nelle sue memorie, successivamente traslato nella chiesa parrocchiale per timore di furto. Tracce di un affresco rinascimentale si conservano nella prima arcate della parete sinistra.
Chiesa di San Martino di Tussio
La chiesa è una delle più importanti della zona, nonché delle più antiche, situata nella frazione Tussio. La chiesa sorse presso il vecchio castello, intitolata a San Martino, benché il patrono di Tussio sia San Giuseppe, al quale è dedicato un piccolo oratorio barocco annesso alla chiesa stessa. La chiesa è del XV secolo, con rifacimenti barocchi dopo il terremoto del 1703. Nel 1928 è stata profondamente restaurata, specialmente nella parte sterna, poiché la struttura versava in degrado. La quattrocentesca chiesa presenta una facciata molto sobria, ricostruita nel 1928, divisa in due da cornice marcapiano, e terminate con timpano triangolare. Solo il portale ha un architrave con decorazioni geometriche, ed è rimasto inalterato nel corso del restauro, poiché la vecchia facciata era molto grezza, priva di interesse artistico, con mattoni faccia vista. L'architrave del portale ha cinque fiori in girali a rilievo, il campanile principale ha pianta poligonale (a forma ottagonale sul retro, con base cilindrica, e verso la facciata è piana) ed è una torre. La facciata dell'oratorio di San Giuseppe è leggermente più movimentata, con il portale sormontato da una nicchia con affresco del santo, affiancata da due finestre ellittiche. In alto a destra sorge il campanile a vela.
L'interno è a navata unica, con sei cappelle laterali. La prima a sinistra conserva un affresco degli apostoli San Filippo e San Giacomo, nella parte superiore ha una scritta dedicatorio alla famiglia De Palmerus, che dette l'incarico di realizzazione nel 1700. La cappella conserva anche un fonte battesimale con vasca e piedistallo esagonali, ed il fusto formato da tre delfini attorcigliati, che con la coda sorreggono un capitello cilindrico, su cui poggia la vasca. La seconda cappella (seconda a sinistra) è dedicata a Sant'Antonio abate, con pala d'altare raffiguranti Sant'Antonio abate e Sant'Antonio di Padova al cospetto della Madonna (1687); nello stucco di coronamento c'è un'iscrizione latina, e una statua raffigurante San Luigi Gonzaga. La terza cappella a sinistra è dedicata alla Madonna del Rosario, con pala d'altare raffigurante la Vergine con i Quindici Maestri e altri pellegrini, realizzata da Bernardino Michetti nel 1617. La cappella collega all'oratorio di San Giuseppe: presso la porta c'è una tela di San Tussio in vesti di eremita con la Bibbia in mano (XVII secolo). Sulla parete frontale ai lati dell'altare maggiore, ci sono due nicchie con statue di Cristo del Sacro Cuore e della Madonna Immacolata. A destra dell'altare presso la sacrestia si trova la statua lignea della Madonna Addolorata realizzata da Luigi Guacci da Lecce.
L'altare maggiore è in stucco policromo e marmi del XVII secolo, composto da pala centrale con il Cristo risorto, con ai lati due nicchie (a sinistra c'è San Martino e nell'altra San Giuseppe). Sul lato destro della prima cappella ci sono due nicchie con statue di Sant'Antonio e San Vincenzo, ed un confessionale in legno intagliato. La seconda cappella è dedicata a San Giuseppe, con statua del santo e dedica latina. La terza cappella di destra era originariamente dedicata all'Addolorata e ora a Sant'Anatolia, ed è stata restaurata nel 2003. La statua lignea è di Ferdinando Perangrey di Ortisei. L'ingresso della chiesa è sormontato da una cantoria sorretta da due colonne di pietra, ai lati due nicchie, in quella di destra la statua di Sant'Emidio, mentre l'altra è vuota.
Entrando a destra ci sono un'acquasantiera in pietra con fusta e basamento lavorato e vasca esagonale. Nell'interno sopra il portale c'è la cantoria con l'organo, sorretta da due robuste colonne di pietra. L'insieme tutto dell'interno è ornato da stucchi barocchi, il soffitto è istoriato, dipinto da Giuseppe Donzelli (1450). Nella sacrestia si trova il busto ligneo dipinto di Sant'Emidio (XVII secolo) e un capitello bizantino a palmette, appartenuto forse ad un ambone.
Chiesa di San Nicandro
Si trova in posizione decentrata nell'abitato omonimo, in Piazza della Chiesa. Fu costruita prima del XII secolo, anche se l'aspetto attuale è frutto di rimaneggiamenti dovuti a terremoti, specialmente per quello del 1703. La chiesa principale è composta da una pianta rettangolare, con cupola ottagonale posta sopra il presbiterio; il campanile a vela è posto nella parte retrostante. La facciata è tripartita e a salienti,, inframmezzata da cornice marcapiano, e verticalmente da due paraste. Il contesto è molto semplice, con piccole decorazioni barocche nelle cuspidi a palle presso i vertici dei due lati estremi, e da un timpano triangolare presso la sommità. In asse con il portale c'è nel mezzo al centro un finestrone rettangolare. L'interno è in stile barocco, conservando di originale solo la pianta a tre navate.

### Architetture militari
Castel Camponeschi

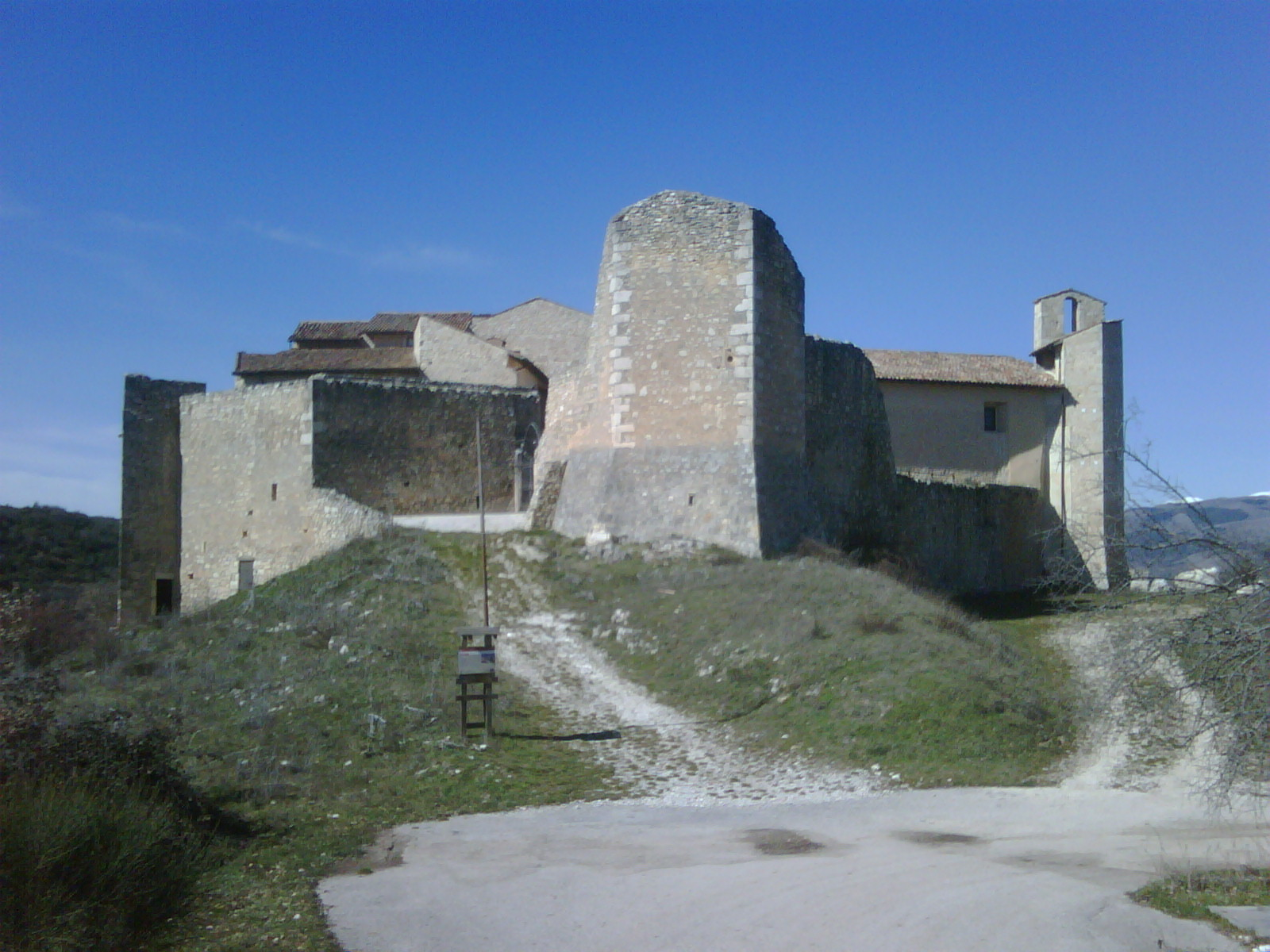
Veduta di Castel Camponeschi

Si trova sopra un'altura che sovrasta Prata. Rappresenta il tipico castrum medievale, composto dalle mura, fuse con le case, in modo da garantire una protezione totale del villaggio fortificato, a guardia della valle di Navelli. Fu costruito in epoca longobarda, e successivamente ristrutturato alla maniera dei borghi toscani, come quello di Monteriggioni. Il borgo andò nel 1173 in mano alla famiglia aquilana Camponeschi, nel 1423 fu assediato da Braccio da Montone, e nel 1508 andò in mano agli Orsini. Il nome latino completo è Castrum Sancti Petri Camponeschi, per via della chiesetta all'interno; fu abitato sino al 1963, quando gli abitanti lo abbandonarono e si trasferirono a Prata.
Negli anni '70-'80 è stata sede dei raduni dei "Campi Hobbit" da parte del Fronte della Gioventù, ispirati ai racconti di Tolkien. Nel 2008 è stato parzialmente restaurato per un nuovo scopo turistico, ma a causa del terremoto del 2009, i lavori si sono conclusi a metà.
La struttura ha pianta ellittica delimitata da due grandi torri poligonali con porta di accesso, e da tracce di altre torri minori intorno al perimetro. L'interno è caratterizzato da case fuse con le mura, e dai due edifici più importanti centrali: il palazzo ducale e l'ex chiesa di San Pietro.

### Siti archeologici
Peltuinum

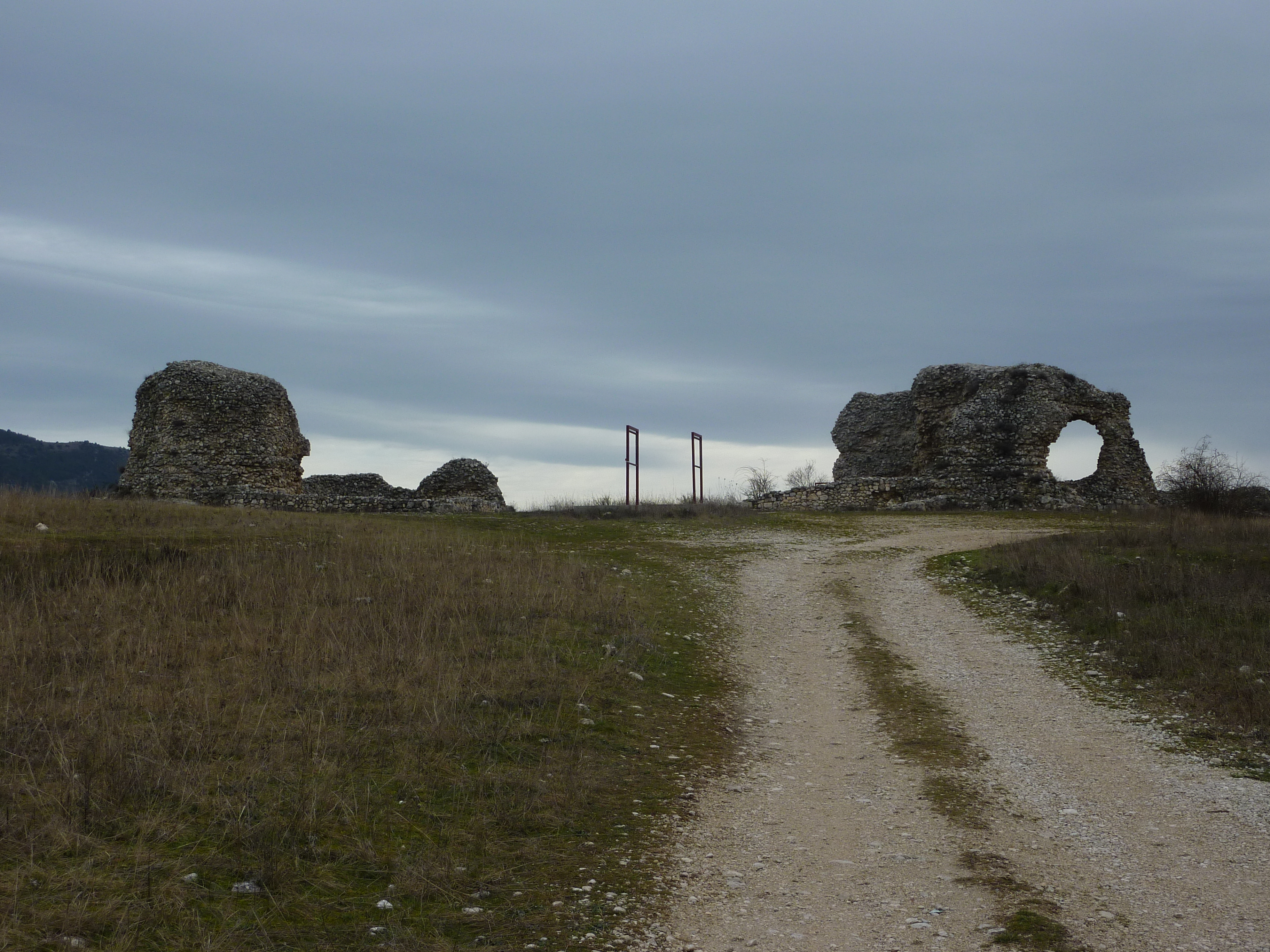
Ruderi di Peltuinum, civiltà romana in periferia

Sulla collina opposta al castello si trova il sito archeologico dell'antica città vestino-romana di Peltuinum, di cui rimangono importanti resti: il teatro, un tempio (forse di Apollo) provvisto di colonnato e la porta cittadina sulla via Claudia Nova, quest'ultima utilizzata per secoli anche come dogana per la conta ed il pedaggio delle pecore da avviare alla transumanza.

## Società

### Evoluzione demografica
Abitanti censiti

## Economia
Il comune di Prata D'Ansidonia, rientra nell'area di produzione DOP (Denominazione di origine protetta) dello Zafferano dell'Aquila, iscritto nel registro nel Registro delle DOP con Reg. CE 205/2005 della Commissione del 04/02/2005.

## Amministrazione
| Periodo          | Periodo          | Primo cittadino            | Partito                                 | Carica  | Note          |
| ---------------- | ---------------- | -------------------------- | --------------------------------------- | ------- | ------------- |
| 21 novembre 1993 | 15 novembre 1997 | Vincenzo Leopoldo Cicerone | Lista civica                            | Sindaco | [ 9 ]         |
| 16 novembre 1997 | 25 maggio 2002   | Francesco Cappa            | Lista civica di Centro-sinistra         | Sindaco | [ 10 ]        |
| 26 maggio 2002   | 6 maggio 2012    | Francesco Di Marco         | Lista civica di Centro poi Lista Civica | Sindaco | [ 11 ] [ 12 ] |
| 7 maggio 2012    | in carica        | Paolo Eusani               | Lista civica Insieme per il Territorio  | sindaco | [ 13 ]        |